# 烏斯缽谷
29°48′S 37°06′W / 29.8°S 37.1°W

乌兹博伊谷

乌兹博伊谷（Uzboi Vallis）是一道位於火星珍珠灣區的峽谷。該峽谷以土庫曼斯坦的乌兹博伊河命名，長度366公里。

## 地質
乌兹博伊谷起源自阿耳古瑞平原的北方邊緣，切穿多個撞擊坑後進入霍頓撞擊坑。
一般相信乌兹博伊谷是流動的水侵蝕形成的。乌兹博伊谷底部的地層（在火星偵察軌道器的HiRISE拍攝影像中可見）被認為是流水被北方形成霍頓撞擊坑的撞擊事件阻止所形成。最後，在乌兹博伊谷內的湖水上涨到足以漫過霍頓撞擊坑坑沿。接著水流侵蝕沉積物露出地層，成為今日的地質狀態。形成地層的沉積物外觀上是由相當大的顆粒形成，這代表形成時的水流速度相當快。
有研究認為乌兹博伊谷、拉冬谷、珍珠谷和阿瑞斯谷雖然現在被巨大的撞擊坑分離，但這些峽谷曾是一起流入克律塞平原的單一河道。外流水源的來源一般認為是來自阿耳古瑞平原的溢流，即為來自火星南極的湖水從數條河道溢出（苏里尤斯谷、泽盖谷和帕拉科帕斯谷）。如果确实如此，则整个河道水系將超過8000公里，是太陽系中最長的河道。

## 圖集

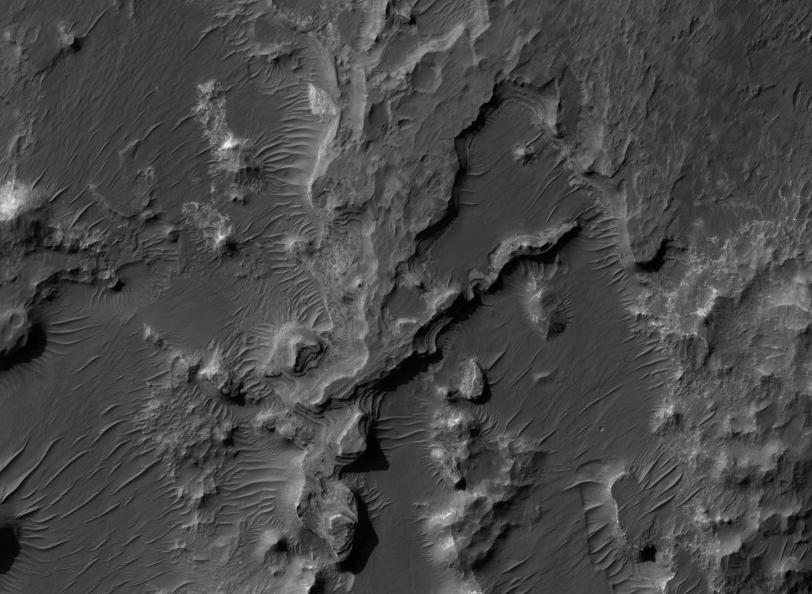
火星偵察軌道器的高解析度成像科學設備拍攝的乌兹博伊谷地層。位於珍珠灣區。

## 外部連結
- ESA Mars Express: Crater Holden and Uzboi Vallis （页面存档备份，存于）